# 約束のステージ 〜時を駆けるふたりの歌〜
『約束のステージ 〜時を駆けるふたりの歌〜』（やくそくのステージ ときをかけるふたりのうた）は、読売テレビ開局60年記念スペシャルドラマとして、2019年2月22日 21時00分から22時54分 (JST) に読売テレビの制作により、日本テレビ系列で放送されたテレビドラマである（通常編成時の日本テレビ制作『金曜ロードSHOW!』の枠外での放送）。主演は土屋太鳳。

## 概要
かつて読売テレビで制作・放送されていた『全日本歌謡選手権』をモチーフとした作品で、2019年から1975年の日本にタイムスリップした女性が、自分と同じ歌手になる夢を持つ女性と出会ったことで意気投合し、ユニットを組んで同番組に出場する姿を描く。
このドラマの企画は元々、監督の佐々部清が10年ほど前に『ターンテーブル』というタイトルで映画用に企画されたもので、形を変えて実現したものだという。
作中では浜村淳が司会を担当していた当時のセットが再現されており、同番組出身者の五木ひろし・八代亜紀・天童よしみが審査員役で登場する。また、山本譲二は当時の出場VTRで登場し、同番組にて3週まで勝ち残った経験を持つ石野真子も土屋の母役で登場する。
番組内では当時のヒット曲が登場するほか、当時をイメージしたオリジナル楽曲として「幸せのセレナーデ」（つんく♂作曲）が登場しており、クライマックスでは同曲を土屋が歌唱する。また、向井理も同曲を歌唱しており、劇中内で向井版の楽曲も流れている。
2019年3月24日の23時59分まで、読売テレビの「My動画（ytv MyDO!）」および「GYAO!」にて、無料動画配信も行われた。
なおHuluでも配信されている

## あらすじ
1970年代に人気を博したオーディション番組「全日本歌謡選手権」をモチーフに、歌手を夢見る二人の少女の挑戦を描く物語。東北の港町で暮らす翼（土屋太鳳）は、歌手の夢を諦めかけていた。そんなある日、翼は1975年（昭和50年）の東京にタイムスリップしてしまう。翼は同じく歌手志望の少女・つばさ（百田夏菜子）と出会い、仲良くなる。さらに元歌手・浩一郎（向井理）に親切にされるが、浩一郎は自身の借金の肩代わりに二人を売り飛ばすつもりでいた。しかし二人の歌を聞くと一転、「全日本歌謡選手権」でデビューさせると闘志を燃やす。

## 登場人物
小沢翼
演 - 土屋太鳳
20歳。青森のとある港町で家業を手伝いながら歌手になる夢を描いているが、廃れた街の姿や懸命に働く母の姿を見ている分、夢は叶わないものだとあきらめている。しかし、2019年2月22日に電車に乗車中、突然、43年前の1975年11月にタイムスリップして路頭に迷ってしまう。そんな時、自分と同じように歌手になる夢を持つ異字同名の大空つばさと出会うことになる。
大空つばさ
演 - 百田夏菜子
20歳。左利き。天真爛漫な性格で、いつも自分のことを前向きに考えている。初対面の翼の面倒を何かと見るなど面倒見が良い。上京のための電車が終点の上野駅に着いた際に車内で小沢翼と出会う。一緒に温泉宿に売り飛ばされそうになるが、スナック「紅」で歌を披露したことにより、同じように歌手になる夢を持つ翼とともに『全日本歌謡選手権』を目指すことになる。大空つばさは芸名（偽名）で本名は田中雪子。幼い時に病気で母を失っており、実家では長女として弟妹の世話をしていた。オムライスを作るのが得意。
高原紅子
演 - 矢田亜希子
40歳。スナック「紅」の経営者で浩一郎の恋人。
根津光男
演 - 松本利夫
38歳。浩一郎が借金をしているチンピラ（借金取り）。
神谷俊介
演 - 佐伯大地
26歳。読売テレビのアシスタントディレクター。『全日本歌謡選手権』の予選に出場した翼に片思いする。
北嶋光雄
演 - 石黒賢
45歳。読売テレビのプロデューサー。『全日本歌謡選手権』の開催を企画した。
田中竜次
演 - 升毅
50歳。つばさの父。つばさを連れ帰ろうとする。その後、病に倒れる。
小沢雪子
演 - 石野真子
64歳。翼の母。左利き。夫を早くに亡くした後、オムライスが名物の「潮風食堂」を切り盛りしながら、女手ひとつで翼を育ててきた。常連客からプレゼントをもらうことがあるほどの人気がある。
津島浩一郎
演 - 向井理
37歳。かつてはプロの歌手だった。スワンレコードから『幸せのセレナーデ』でデビューしてヒットするが、その後は曲が売れず、現在は借金を重ね、ぽんびきまがいのことをしているが、優しい性格であるがゆえに本物の悪人になり切れずにいる。ある時、翼とつばさを騙して売り飛ばそうとするが、その歌唱力を見て、彼女たちを歌手にしようと心変わりする。
折橋知治
演 - 半田健人
『全日本歌謡選手権』の司会者。
池永兆治
演 - 金児憲史
『全日本歌謡選手権』の出場者。デビュー20年の大ベテラン歌手。
北川浩子
演 - 柚木美咲
『全日本歌謡選手権』の京都からの出場者。
菅原
演 - おかやまはじめ
スナック「紅」の常連客。
小林
演 - 中村靖日
スナック「紅」の常連客。
杉本
演 - 入江甚儀
スナック「紅」の常連客。
丸山義雄
演 - 野添義弘
ナショナル製品を扱う台東区の電器店「東京テレビ商会」の社長。
上野駅の改札の駅員
演 - おおたけこういち
翼が差し出した「福沢諭吉の一万円紙幣」を偽札と思い、警察に突き出そうとする。
その他の出演者
永田耕一、佐藤貢三、松井紀美江、佐久間哲、丸山和範、小林エリー、辻本優美、石坂史朗、島崎義久、ナオミ、鈴木啓太、太田靖則

### 特別出演
- 五木ひろし[注 2]（山下淳役）
- 八代亜紀[注 2]（田村キヨコ役）
- 天童よしみ[注 2]（滝口陽子役）
- 城みちる[注 2]（菊池俊一役）
- 山本譲二[注 3]（山本譲二役）

## 使用楽曲・メインテーマ曲

### 使用楽曲
全曲とも音楽コーディネートは藤田雅章、アレンジは丸山和範がそれぞれ担当している。
- 誰もいない海（原盤協力：渡辺音楽出版）
- よこはま・たそがれ
- 個人授業
- 喝采
- 夜霧よ今夜もありがとう
- 人形の家
- 太陽がくれた季節
- やさしさに包まれたなら
- 17才
- ヤン坊マー坊天気予報のテーマ（映像提供：ヤンマー）
- ひとりじゃないの

### 音源提供
- 下関ハーバーライト
- 小岩ブルース
- 私鉄沿線みたいな歌
- 茜色の街
- 秋風のつづらおり

### メインテーマ曲
「幸せのセレナーデ」
作詞・作曲 - つんく♂　編曲 - 高橋諭一 / 歌 - 土屋太鳳

### サウンドトラック
読売テレビ開局60年スペシャルドラマ「約束のステージ 時を駆けるふたりの歌」オリジナル・サウンドトラック（2019年2月23日午前0時配信開始）
| #   | タイトル                                         | 作詞 | 作曲     | 時間  |
| --- | ------------------------------------------------ | ---- | -------- | ----- |
| 1.  | 「A Wonderful Promise」                          |      | 和田俊輔 | 02:20 |
| 2.  | 「A Wonderful Promise 〜思い出に暮れる日も〜」   |      | 和田俊輔 | 03:11 |
| 3.  | 「A Wonderful Promise 〜太陽が注ぐ日も〜」       |      | 和田俊輔 | 01:42 |
| 4.  | 「ココハドコアナタダレ」                         |      | 和田俊輔 | 01:56 |
| 5.  | 「Sign」                                         |      | 和田俊輔 | 02:49 |
| 6.  | 「LOSER -約束-」                                 |      | 和田俊輔 | 03:09 |
| 7.  | 「淀みを掻き分けて泳げば」                       |      | 和田俊輔 | 02:09 |
| 8.  | 「TIME」                                         |      | 和田俊輔 | 02:01 |
| 9.  | 「LOSER -忘却-」                                 |      | 和田俊輔 | 01:55 |
| 10. | 「LOSER -追憶-」                                 |      | 和田俊輔 | 02:20 |
| 11. | 「A Wonderful Promise 〜青空に舞い上がる日も〜」 |      | 和田俊輔 | 01:08 |
| 12. | 「A Wonderful Promise 〜景色と語り合える日も〜」 |      | 和田俊輔 | 02:53 |
| 13. | 「LOSER -喪失-」                                 |      | 和田俊輔 | 02:43 |
| 14. | 「LOSER -再生-」                                 |      | 和田俊輔 | 02:10 |
| 15. | 「Tin-Pi-La」                                    |      | 和田俊輔 | 01:36 |
| 16. | 「からっぽの器」                                 |      | 和田俊輔 | 01:32 |
| 17. | 「A Wonderful Promise 〜迷い込んだ日も〜」       |      | 和田俊輔 | 01:37 |
| 18. | 「A Wonderful Promise 〜心が震える日も〜」       |      | 和田俊輔 | 02:16 |
| 19. | 「LOSER -咆哮-」                                 |      | 和田俊輔 | 02:41 |
| 20. | 「A Wonderful Promise 〜約束のステージへ〜」     |      | 和田俊輔 | 03:56 |

## スタッフ
- 脚本 - 徳永友一
- 監督 - 佐々部清（シネムーブ）
- 音楽 - 和田俊輔
- 撮影 - 早坂伸（キアロスクーロ撮影事務所）
- 美術プロデューサー - 若松孝市
- 視覚効果 - 松本肇
  - VFX・CG - ビッグエックス、日本映像クリエイティブ、デジタルクローバー（東京現像所）
- 美術協力 - 東京美工
- ポスプロ - 東映デジタルセンター、東映デジタルラボ
- スタジオ - 東映東京撮影所
- ロケ協力 - つくば市、つくばフィルムコミッション、南房総ロケーションサービス、ぐんまフィルムコミッション、前橋観光コンベンション協会、台東区フィルムコミッション、所沢市ロケーションサービス、西武鉄道、いすみ鉄道、生田緑地　ほか
- CM映像協力 - ACC・CM情報センター
- 写真協力 - 読売新聞社
- 企画協力 - 篠原高志
- チーフプロデューサー - 前西和成
- プロデューサー - 中間利彦、錦信次（IVSテレビ制作）
- ラインプロデューサー - 臼井正明（シネムーブ）
- 制作協力 - IVSテレビ制作
- 制作プロダクション - シネムーブ
- 制作著作 - 読売テレビ